# 第47独立砲兵旅団 (ウクライナ陸軍)
第47独立砲兵旅団（だい47どくりつほうへいりょだん、ウクライナ語: 47 Окрема артилерійська бригада、略称：47 ОАБр）は、ウクライナ陸軍の旅団。第9軍団隷下で、ハルキウ州の州都ハルキウに旅団本部を置く。

## 概要
2022年からのロシアによるウクライナ侵攻では、2023年1月にハルキウ州のロシア国境付近に配置され、6月のウクライナ軍による反転攻勢ではドネツィク州のヴェリカ・ノヴォシルカとヴフレダールでの戦闘に投入されて第37独立海兵旅団の攻撃支援を実施した。9月初旬にはザポリージャ州のフリャイポレ北東部の前線に移動した。
2024年12月5日、ウォロディミル・ゼレンスキー大統領より、勇気と勇敢さに対する栄誉賞を授与された。

## 編制
2024年時点での編制は以下のとおりである。
- 旅団本部
- 第1砲兵大隊
- 第2砲兵大隊
- 第3砲兵大隊
- 対戦車砲兵大隊
- 砲兵偵察大隊
- 工兵中隊
- 兵站中隊
- 整備中隊
- レーダー中隊
- 通信中隊
- 衛生中隊
- CBRN防護中隊

## 主要装備
旅団の主要装備は以下のとおりである。
- 2S22 ボグダナ
- 2A36
- 2A65